# Ruder-Europameisterschaften 1908
Die 16. Ruder-Europameisterschaften wurden am 30. August 1908 auf dem Vierwaldstättersee in Luzern, Schweiz ausgetragen. Wie bereits im Vorjahr wurden Medaillen in fünf Bootsklassen vergeben.

## Ergebnisse
| Bootsklasse           | Gold | Silber | Bronze |
| --------------------- | --- | --- | --- |
| Einer                 | Gaston Delaplane | Ernst Hürlimann                                                                                             | unklar, ob noch weitere Athleten teilnahmen, die Quelle listet keine weiteren Medaillengewinner                                                                       |
| Doppelzweier          | Belgien Jozef Hermans Xavier Crombet | Italien Emilio Sacchini Erminio Dones                                                                       | Schweiz H. de Kok Max Geldner |
| Zweier mit Steuermann | Belgien Guillaume Visser Urbain Molmans Rodolphe Colpaert (Steuermann) | Italien Ercole Olgeni Scipione Del Giudice Giuseppe Mion (Steuermann)                                       | Frankreich |
| Vierer mit Steuermann | Italien Ercole Olgeni Scipione Del Giudice Mario Tres Brenno Del Giudice Giuseppe Mion (Steuermann)                                                                         | Belgien Rodolphe Poma Oscar Dessomville Polydore Veirman Oscar Taelman unbekannt (Steuermann)               | Schweiz Albert Breuleux L. Peter Th. Schmid P. Ottiker E.-W. von Seckendorff (Steuermann)                                                                             |
| Achter                | Belgien Rodolphe Poma Oscar Dessomville Polydore Veirman François Vergucht Georges Mys Stanislas Kowalski Marcel Morimont Oscar Taelman Raphael Van der Waeren (Steuermann) | Frankreich Roche Herbinet Marius Lejeune Jobelin Terrail G. Lejeune Peyrouni Besland unbekannt (Steuermann) | Italien Giovanni Brunialti Alberto del Nunzio Archimede de Gregori Alfredo Tuzi Armando Garroni Guido de Cupis Carlo Gigliesi Alfonso Serventi unbekannt (Steuermann) |

## Medaillenspiegel
| Platz  | Land       | Gold | Silber | Bronze | Gesamt |
| ------ | ---------- | ---- | ------ | ------ | ------ |
| 1      | Belgien    | 3    | 1      | –      | 4      |
| 2      | Italien    | 1    | 2      | 1      | 4      |
| 3      | Frankreich | 1    | 1      | 1      | 3      |
| 4      | Schweiz    | –    | 1      | 2      | 3      |
| Gesamt | Gesamt     | 5    | 5      | 4      | 14     |